# Sternocoelis alluaudi
Sternocoelis alluaudi är en skalbaggsart som beskrevs av André Théry 1921. Sternocoelis alluaudi ingår i släktet Sternocoelis och familjen stumpbaggar. Inga underarter finns listade i Catalogue of Life.